# Zuhr ibn Abi Marwan Abu l-Ala
Zuhr ibn Marwan Abu l-Ala (... – Cordova, 1131) è stato un medico arabo.
Fu ministro di Yusuf ibn Tashufin e istruttore di suo figlio, il celeberrimo Avenzoar.